# Тшибангу, Исаак
Исаак Тшибангу Тшикуна (фр. Isaac Tshibangu Tshikuna; родился 17 мая 2003, Киншаса) — конголезский футболист, вингер клуба «ТП Мазембе» и национальной сборной Демократической Республики Конго.

## Клубная карьера
В 2019 году дебютировал в составе конголезского клуба «ТП Мазембе». В октябре 2020 года был включён в список «60 лучших молодых талантов мирового футбола», составленный британской газетой «Гардиан».

## Карьера в сборной
18 сентября 2019 года дебютировал в составе сборной Демократической Республики Конго в товарищеском матче против сборной Руанды.